# 郑亨植
郑亨植（韩语：정형식，1961年9月2日—）是韩国法学家，现任韩国宪法法院法官。他于2023年11月16日由总统尹锡悦直接提名，并于2023年12月18日正式被任命为法官。
郑亨植出生于江原道杨口，毕业于首尔国立大学法学院和司法研究培训院第17届， 1988年开始担任水原地方法院城南分院法官。在接下来的35年里，他先后担任过首尔 、庆尚南道、京畿道、忠清北道和大田的法院法官。2023年，他被提名并任命为宪法法院法官，接替劉南碩大法官。在法院任职期间，他被归类为保守派法官。

## 早年生活和教育
郑亨植于1961年9月2日出生于江原道杨口。1980年从首尔高中毕业后，郑亨植进入首尔大学法学院学习，并于1985年毕业。同年，郑亨植通过了第27届司法考试，并推迟了入伍。1986年，郑亨植因被诊断出患有骨感染而免服兵役。1988年，郑亨植毕业于司法研究培训院第17届。1990年，郑亨植在首尔国立大学完成了法学硕士学位课程。

## 早年司法生涯
从司法研修院毕业后，郑亨植于1988年3月被聘为水原地方法院城南分院法官。随后，郑亨植于1990年担任首尔家庭法院法官，1991年担任首尔地方民事法院法官，之后于1992年至1994年南下到昌原地方法院晋州分院工作。1995年，郑亨植回到首尔，在首尔地方法院工作， 1997年调到该法院东部分院。1999年，郑亨植回到水原地方法院城南分院，2000年加入首尔高等法院。
2001年至2003年，郑亨植担任韩国最高法院刑事侦查部门的调查法官。 随后，郑亨植于2003年加入清州地方法院担任首席法官，并于2005年调至水原地方法院。2007年至2010年，郑亨植在首尔行政法院担任首席法官，并于2009年被首尔律师协会评为优秀法官。2010年，郑亨植回到水原地方法院，担任平泽分院院长。随后，郑亨植于2011年成为大田高等法院的首席法官，并于2012年成为首尔高等法院的首席法官。
郑亨植在首尔高等法院任职期间，于2014年担任首尔行政法院代理首席法官，并于2015年被首尔律师协会评为优秀法官。2019年，郑亨植加入首尔复兴法院担任首席法官，推动了简化破产程序的发展、实用咨询中心的创建以及远程视频审判的实施。2021年，郑亨植加入水原高等法院担任首席法官，2023年回到大田高等法院担任首席法官。

### 值得注意的裁决

#### KBS社长被解辞
2009年11月12日，郑亨植裁定李明博总统解雇KBS社长郑妍珠的行为不当。郑妍珠于2003年首次被任命为 KBS 社长，在审计和监察委员会和KBS董事会向李明博总统提出解雇要求后，于2008年8月11日被解雇。郑妍珠随后向首尔行政法院对政府提起诉讼，质疑政府的解雇行为。 
郑亨植裁定郑妍珠胜诉，认为李社长的解雇是非法滥用自由裁量权。虽然郑亨植承认郑妍珠在管理KBS时犯了错误，但郑亨植认为解雇在程序上不当，因为“郑前社长没有提前收到纪律处分通知，也没有机会表达意见。” 2012年，韩国最高法院维持了郑亨植的裁决。

#### 赵熙铉案再审

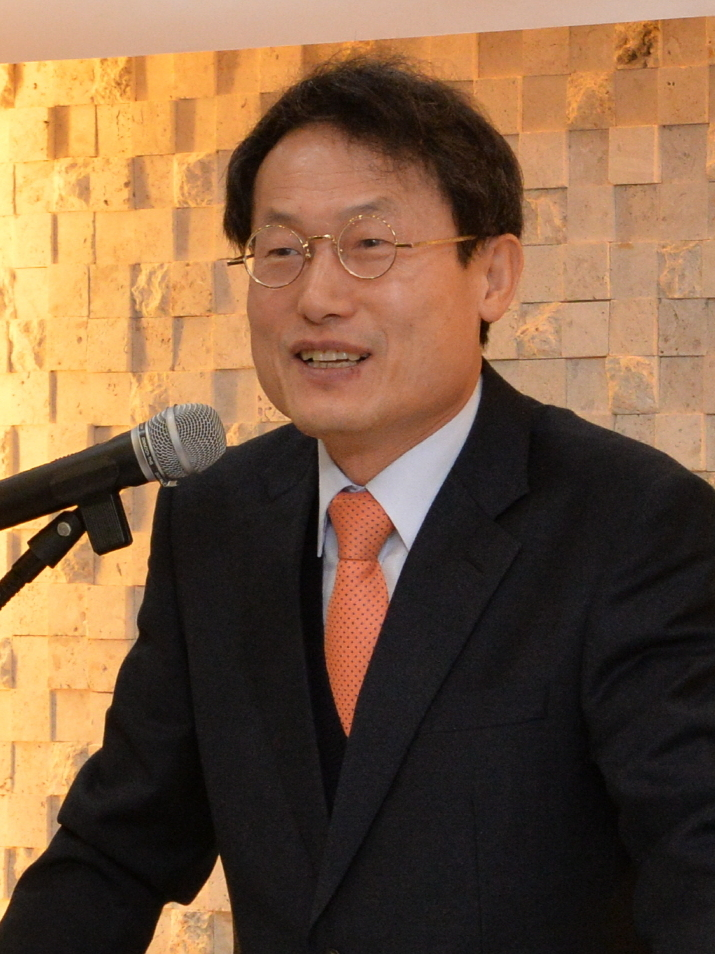
赵熙铉

2013年7月31日，首尔高等法院再审理了一起此类案件，郑亨植判决圣公会大学教授赵熙铉在朴正熙总统任期内违反第9号紧急状态措施罪名不成立。1978年，时任首尔大学学生的赵熙铉因制作和散发批评有信宪法的传单而被起诉，并被判处两年有期徒刑。郑亨植判决赵熙铉无罪，并指出紧急状态措施违宪，因为“很明显，这些措施是为了镇压人民对有信政权的反抗”。张永康继续表示，“国家紧急状态权力应在国家陷入严重危机时，在必要的最低限度内行使，但宣布紧急状态时的情况并不等同于国家陷入严重危机，因此缺乏宪法规定的要件。”

#### 韩明淑审判

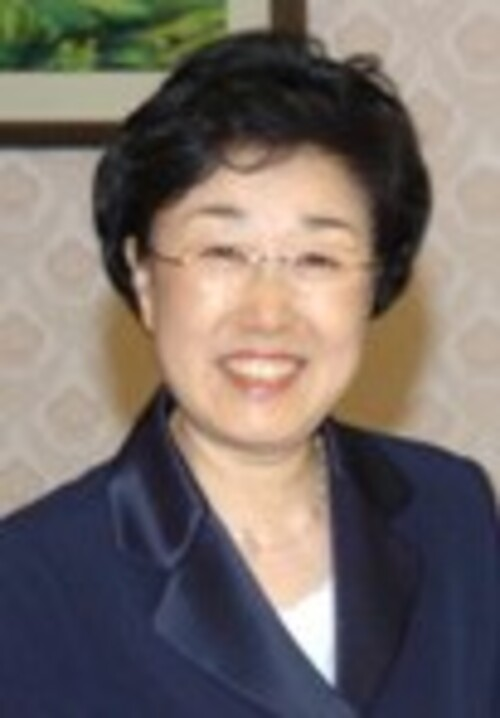
韩明淑

2013年9月16日，首尔高等法院刑事第六部进行上诉审判，郑亨植判定前国务总理韩明淑收受非法政治资金罪名成立，判处韩某有期徒刑2年，并处罚金8.83亿韩元。2010年7月，韩某被指控在2007年总统初选期间收受韩信建设代表韩万浩9亿韩元。虽然韩万浩曾向检察机关发表声明指控韩明淑，但韩万浩在一审时改口称“我从未向韩明淑总理提供过任何政治资金。韩总理是因为我这个懦弱卑鄙的人而被诬陷。” 
一审结束时，法院以韩万浩最初向检方提供的供述缺乏可信度为由，判处韩明淑无罪。法院判决的其他依据还包括：韩万浩与韩明淑的关系并不密切，不足以进行金钱交换；作为证据提交的账簿可能是伪造的；以及韩明淑光天化日之下在街上收受钱财的情况看似不可信。
在上诉审中，郑亨植不同意一审法院的判决，认为韩万浩最初向检方提供的供述真实可靠。郑亨植还认为韩万浩和韩明淑是亲朋好友，关系密切。郑亨植判处有期徒刑两年，并处以8.83亿韩元罚款，理由是犯罪性质严重，韩明淑缺乏悔意。判决后，韩明淑发表声明，坚称自己无罪，郑亨植的判决带有政治动机，并承诺将对判决提出上诉，而她所在的民主党则批评该判决是“明显的政治判决”。 2015年，大法院维持了郑亨植的判决。

#### 李在镕的量刑
2018年2月5日，担任首尔高等法院第13刑事部门首席法官的郑亨植将三星高管李在镕的刑期从5年减为2年6个月，缓刑4年。

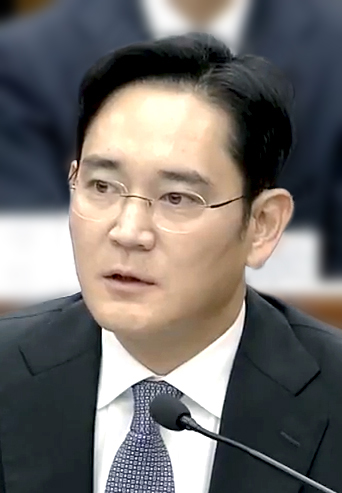
李在镕

2017年8月，首尔中央地方法院以伪证罪、挪用公款和受贿罪判处李在镕5年有期徒刑。 该判决基于李在镕被控向朴槿惠总统和崔顺实行贿3000万美元，以确保他们在李在镕加强对三星控制的努力中提供支持。
在减轻李健熙刑罚的过程中，郑亨植推翻了地方法院关于部分受贿指控的判决，并表示“很难承认三星的继任过程存在全面问题”。郑亨植还认定“李在镕会长是前总统朴槿惠胁迫的受害者”。判决结束后，郑亨植在接受《朝鲜日报》采访时为法院判决辩护，称“法律原则是明确的，不容妥协，这并不是什么值得担心的问题”。
李在镕上诉审判后，郑亨植面临法律界和民众的批评，他们认为对李在镕的量刑过轻。青瓦台全国请愿公告栏上一份要求对郑亨植进行特别审计的请愿书在发布三天内就获得了超过20万个签名。2019年8月29日，韩国最高法院推翻了判决，称法院“误解了法律”。

## 韩国宪法法院（2023年至今）

### 提名
2023年11月16日，尹锡悦总统提名郑亨植接替于2023年11月10日从宪法法院退休的法官刘南硕。2023年12月12日，国会就郑亨植的提名举行了听证会。在听证会上，郑亨植将弹劾程序的增加评价为“宪法焕发生机的过程”，同时拒绝评论宪法法院正在审理的具体弹劾案件。
当被问及韩东勋作为法务部长官对宪法法院的批评时，郑亨植表示：“你可以从逻辑上批评一项决定，但我认为当事人，尤其是法务部长官，立即说‘这是错的’是不合适的。” 在同性婚姻合法化问题上，郑亨植表示：“在个人和社会上承认同性恋，与将同性婚姻制度化是不同的问题。” 郑南善还评论说：“同性恋是自决权的一个领域，但可以在必要的范围内受到限制。” 
当被问及对李在镕的量刑问题时，郑亨植最初表示，他仍然认为李在镕是朴槿惠总统的受害者，但尊重最高法院推翻判决的决定。随后，郑亨植在听证会上澄清说：“我不认为他是受害者”，并表示“从法律判断的角度来说，虽然我的判断没有被最高法院接受，但我不认为它是错误的。” 
郑亨植被问及2003年为其子女办理公务护照，以便他们随他前往欧洲参加国际培训项目一事，而当时的政策是不允许为短期出差的子女发放公务护照。郑亨植承认发放护照并不合适，但他解释说，他不确定发放护照的原因，而且他支付了所有费用。郑亨植还被问及2018年至2022年期间向一个倾向保守的脱北者支持组织捐款600万韩元一事。郑亨植回应称，“如果这是一个旗帜鲜明的组织，我认为我（作为一名宪法法官）不应该这样做。” 
2023年12月18日，国会法制司法委员会通过了一份人事听证报告，其中对郑亨植是否具备宪法法院法官的任命资格意见不一。执政党人民力量议员认为郑亨植具备担任宪法法院法官的资格，而反对党民主党议员则根据郑亨植此前在李在镕案中的裁决，认为他不具备担任宪法法院法官的资格。同一天，郑亨植从尹斗均总统手中接过正式任命书，并于2023年12月19日出席了在宪法法院举行的就职仪式。

#### 任期
2023年12月，被归类为保守派的郑亨植加入宪法法院，宪法法院自2019年以来首次改组为保守派-温和派多数法院。自加入法院以来，媒体一直将他归类为保守派。

#### 弹劾裁决
2024年5月30日，宪法法院以5比4的多数票否决了对釜山地方检察厅副检察长安烔完的弹劾案。国会最初以安烔完报复性起诉首尔官员为由对其进行弹劾。尽管法院九名法官中有五名同意驳回弹劾，但他们在理由上存在分歧。虽然李悰锡和李垠厓法官认为违法行为的严重性不足以成为驳回的理由，但郑亨植与李荣真和金炯枓法官一起裁定，安烔完的行为根本不构成滥用职权。
2024年12月16日，郑亨植通过电子分配系统随机被选中，担任尹总统弹劾案的主审法官。

#### 医疗法
2024年2月28日，宪法法院以6比3的多数票通过了《医疗法》，裁定禁止在怀孕32周前透露胎儿性别的规定违宪。法院认为，限制披露性别已不再合理，因为重男轻女的现象已经减少，韩国的出生性别比在2014年已恢复正常。

#### 综合房地产税法
2024年5月30日，郑亨植与李垠厓法官和郑贞美法官一起对宪法法院认定《综合房地产税法》合宪的裁决提出异议。多数法官认为，该税法具有促进价格稳定的正当目的，且税额并不过分。郑亨植和其他持不同意见的法官认为，该税法违宪，因为它对监管区域内两栋房屋的业主征收了更高的税率，而不管这些房产是否用于与房地产投机无关的目的，因此税率过高。

#### 环境
2024年8月29日，郑亨植与宪法法院的多数法官一致裁定，《碳中和框架法》未能设定2031年以后的温室气体减排目标，违反宪法，因为该法未能保护基本权利。虽然郑亨植与四名法官一样，也认为该法设定的2030年减排目标不充分且违反宪法，但他们缺乏推翻该法这一部分所需的六票。

## 个人生活
郑亨植的妻子是现任真相与和解委员会委员长朴善英最小的妹妹，育有两个儿子。他还是江原道知事金镇泰的二表哥，以及前最高法院法官闵日英的妹夫。